# Les Quatre-Routes-du-Lot
Les Quatre-Routes-du-Lot è un comune francese di 691 abitanti situato nel dipartimento del Lot nella regione dell'Occitania. Il centro abitato è lambito a nord dal 45º Parallelo, la linea equidistante fra il Polo Nord e l'Equatore.

## Società

### Evoluzione demografica
Abitanti censiti